# Мельничук Євген Анатолійович
Євге́н Анато́́лійович Мельничу́к (нар. 1 грудня 1985 — пом. 28 серпня 2014) — солдат Збройних сил України, учасник російсько-української війни.

## Короткий життєпис
Народився 1985 року в місті Кривий Ріг. Закінчив криворізьку ЗОШ № 115, політехнічний технікум Криворізького національного університету, Криворізький національний університет. 10 років відпрацював у кар'єрі ПАТ «Південний ГЗК». Був фанатом футбольного клубу «Кривбас».
Мобілізований як доброволець 4 червня 2014 року, солдат, снайпер 42-го батальйону територіальної оборони ЗС України Кіровоградської області «Рух Опору».
28 серпня військовики рухалися на вантажівці «Урал» та потрапили у засідку терористів між Новокатеринівкою та Ленінським; у бою загинули сержант 42-го БТРО Юрій Кириєнко, солдати Дмитро Ільгільдінов, Анатолій Лифар, Ілля Письменний, дещо віддаленіше — Євген Мельничук, Володимир Татомир, Максим Харченко.
Вважався зниклим безвісти, знайдений пошуковою групою «Місія „Евакуація-200“» («Чорний тюльпан») 25 вересня; опізнаний за експертизою ДНК. 11 грудня 2014-го в Кривому Розі оголошено про день трауру та похорони воїна.
Без сина лишилась мама.

## Нагороди та вшанування
За особисту мужність і героїзм, виявлені у захисті державного суверенітету та територіальної цілісності України, вірність військовій присязі під час російсько-української війни, відзначений — нагороджений:
- 17 липня 2015 року — орденом «За мужність» III ступеня (посмертно);[1]
- медаллю УПЦ КП «За жертовність і любов до України» (посмертно);
- відзнакою «За оборону рідної держави» (посмертно);
- відзнакою міста Кривий Ріг «За заслуги перед містом» 3 ступеню (посмертно);
- на будинку, у якому він проживав, встановлено меморіальну дошку його честі.
- Його портрет розміщений на меморіалі «Стіна пам'яті полеглих за Україну» у Києві: секція 3, ряд 4, місце 19
- Вшановується 29 серпня на щоденному ранковому церемоніалі вшанування українських захисників, які загинули цього дня у різні роки внаслідок російської збройної агресії[2]
- Іловайський Хрест (посмертно)